# 厄德尔省
厄德尔省位于土耳其东部，分别与亚美尼亚、阿塞拜疆和伊朗交界的一个省。鄰接的省份有位於西北方的卡爾斯省（Kars）及位於厄德爾省南方和西方的阿勒省（Ağrı）。厄德爾省的面積有3,584 km²及人口179,839人 （2006年度統計數字）。在2000年，這裡的人口只有168,634人；而1990年時更只有142,601人。
雖然土耳其最高的山峰，即《聖經》所記載的阿拉臘山（Ağrı Dağı）位於該省的阿拉勒克鎮，但山下大多數土地都是一片廣闊的平原。當地氣候亦是土耳其這部份最和暖的，使棉花得以在厄德爾省生長。相傳挪亞在大洪水退卻後，就在這裡生活。位於邊境的阿拉斯河是厄德爾省與亞美尼亞的天然邊界。
由於厄德爾省位處於土耳其邊境，加上當地有爭取獨立的庫爾德人在此世居，一般外人要進入厄德爾省都需要向土耳其軍方申請。
厄德爾省的首府位於厄德尔鎮。

## 行政區劃
| 土耳其語：    |
| ：‎            |
| 亞美尼亞語：  |
| 亞塞拜然語：  |
| 俄语：        |
| Template:PerB |

厄德尔省在行政上分為四個區(鎮)：
- 阿拉勒克鎮 (
- 厄德尔鎮 (Iğdır；首府)
- 卡拉科雍魯鎮 (Karakoyunlu)
- 圖茲魯查鎮 (Tuzluca)

## 詞源
「厄德爾」這個名詞源於西突厥的一個名為「厄德洛魯」（Iğdıroğlu）的部族，是烏古斯突厥人的一支。他們散居於安那托利亞半島上，直到今日的Malatya及土耳其的其他地方，仍然有不少城鎮以「厄德爾」來命名。

## 人口
現時，厄德爾省的人口是阿塞拜疆人及庫爾德人的混合。不過，在土耳其及伊朗普遍慶祝的春天節慶活動诺鲁孜节在厄德爾省亦有慶祝。该省曾经有大量亚美尼亚人世代居住，但在遭到近现代土耳其奥斯曼帝国军队的屠杀和驱逐后便不复存在了。
與鄰近省份相比，厄德爾省的鄉郊地區有相對較高的人口密度，達每平方公里30人。